# Кадзелін
Кадзелін (пол. Kadzielin) — село в Польщі, у гміні Ґловно Зґерського повіту Лодзинського воєводства.
Населення — 166 осіб (2011).
У 1975-1998 роках село належало до Лодзинського воєводства.

## Демографія
Демографічна структура станом на 31 березня 2011 року:
|          | Загалом | Допрацездатний вік | Працездатний вік | Постпрацездатний вік |
| -------- | ------- | ------------------ | ---------------- | -------------------- |
| Чоловіки | 78      | 14                 | 56               | 8                    |
| Жінки    | 88      | 10                 | 56               | 22                   |
| Разом    | 166     | 24                 | 112              | 30                   |